# Anaplectes rubriceps
El tejedor cabecirrojo (Anaplectes rubriceps) es un especie de aves paseriforme de la familia Ploceidae. Es monotípica dentro del género Anaplectes y se distribuye en la ecozona afrotropical.

## Subespecies
Se reconocen tres subespecies, que se diferencian por el color del vientre, el color de los bordes a las primarias y la presencia o ausencia de una máscara negra.
- A. r. leuconotos (J. W. von Müller, 1851) – África occidental hasta el norte de Malawi.
- A. r. jubaensis van Someren, 1920 – el sur de Somalia y el norte de Kenia.
- A. r. rubriceps (Sundevall, 1850) – sur de África.

A. r. gurneyi de Caconda, Angola, un sinónimo de lo anterior.

## Descripción
Mide aproximadamente 14 cm de longitud. El macho de A. r. rubriceps tiene la cabeza, cuello y nuca de color rojo, presenta un borde negro alrededor de los ojos y pico anaranjado rojizo; el pecho y el vientre son blancos y las alas y cola fuscas con líneas amarillas, como panel. En A. r. leuconotos presenta máscara negra que cubre hasta las mejillas y el mentón, mientras que el píleo, nuca, cuello y la parte superior del cuello son rojos; el vientre es blanco y las alas y cola fuscas con panel rojo. El plumaje del macho de A. r. jubaensis es totalmente rojo, con panel negro en las alas.
La hembra de A. r. rubriceps presenta el plumaje de las partes superiores amarillo oliváceo, con cuello y panel de las alas amarillo; mientras que en las otras subespecies el plumaje de las partes superiores de la hembra es pardo grisáceo, el pecho color canela y el panel de las alas rojo es rojizo a anaranjado.

## Hábitat
Vive en sabanas y matorrales con árboles dispersos o áreas con arbustos huertos y bosques por debajo de los 2.000 m de altitud, preferentemente entre 500 y 1.800 m s. n. m.